# اسپرس گرگانی
اسپرس گرگانی، اسپرس زیارتی (نام علمی: Onobrychis bungei) نام یک گونه از سرده اسپرس است.